# Estação Marylebone
Estação Marylebone (/ˈmɑːrlᵻbən/ MAR-li-bən) é um terminal ferroviário Central de Londres e conectado à estação do Metrô de Londres na área de Marylebone da Cidade de Westminster. Na rede da National Rail, também é conhecida como London Marylebone e é o terminal sul da Chiltern Main Line para Birmingham. Uma estação de metrô acompanhante fica na linha Bakerloo entre Edgware Road e Baker Street em a zona tarifária 1 da Transport for London.
A estação foi inaugurada em 15 de março de 1899 como o terminal londrino da Great Central Main Line (GCML), a última grande ferrovia a abrir na Grã-Bretanha por 100 anos, ligando a capital às cidades de Leicester, Sheffield e Manchester. Marylebone foi o último terminal da linha principal de Londres a ser construído e é um dos menores, abrindo com metade das plataformas originalmente planejadas. Há um intercâmbio com a linha Bakerloo desde 1907, mas não com outras linhas.
O tráfego diminuiu na estação Marylebone a partir de meados do século 20, principalmente após o fechamento da GCML. Na década de 1980, foi ameaçado de fechamento, mas foi suspenso por causa do tráfego de passageiros na London to Aylesbury Line (uma parte restante da GCML) e de High Wycombe. Em 1993, a estação encontrou um novo papel como o terminal da Linha Principal Chiltern. Após a privatização da British Rail, a estação foi ampliada com duas plataformas adicionais em 2006 e serviços melhorados para Birmingham Snow Hill. Em 2015, os serviços começaram entre Marylebone e Oxford Parkway através de uma nova corda conectando a linha principal à Oxford to Bicester Line e uma extensão para Oxford seguindo em 2016. A partir de 2020, é o único terminal principal de Londres a hospedar apenas trens a diesel, pois nenhuma das linhas da National Rail é eletrificada.
Marylebone é uma das praças no tabuleiro Britânico Monopoly e é popular para filmagens devido à sua relativa tranquilidade em comparação com outros terminais de Londres.

## Localização
A estação fica em Melcombe Place, ao norte de Marylebone Road, uma via reta de oeste para leste através de Marylebone, na Londres Central; a Baker Street está próxima a leste e sudeste. É no norte, Lisson Grove, bairro do distrito, em uma projeção norte dos distritos Bryanston e Dorset Square imediatamente ao sul de St John's Wood. A nordeste fica o Regent's Park, ao norte em uma rede de ruas principalmente residenciais é Lord's Cricket Ground e ao sul, sudoeste e sudeste são uma rede de ruas de uso misto. Outros terminais próximos de Londres são Euston e Paddington.
Várias linhas de ônibus TfL servem a estação.

## National Rail
A estação da linha principal tem seis plataformas; dois construídos em 1899, dois inseridos na antiga estrada de carruagens na década de 1980, e dois construídos em Setembro de 2006. É o único terminal não eletrificado em Londres. Marylebone é operada pela Chiltern Railways (parte da Deutsche Bahn), tornando-se uma das poucas estações terminais de Londres a não ser gerenciada pela Network Rail.
Chiltern Railways opera todos os serviços na estação, acessando a Chiltern Main Line e a London to Aylesbury Line que servem High Wycombe, Aylesbury, Bicester, Banbury, Leamington Spa, Warwick, Solihull, Birmingham Moor Street, Birmingham Snow Hill, e (nos horários de pico) Stourbridge Junction e Kidderminster. Existem serviços para Oxford através da Oxford to Bicester Line, e alguns serviços para Stratford-upon-Avon através da linha de Leamington to Stratford.

## História
A história inicial de Marylebone está ligada à extensão Great Central Main Line (GCML) da Great Central Railway (GCR) em Londres. Quando Sir Edward Watkin se tornou presidente da Manchester, Sheffield and Lincolnshire Railway (MS&LR) em 1864, a linha não era particularmente lucrativa, pois não tinha conexão direta com Londres. Watkin estava descontente com a transferência de tráfego para a Great Northern Railway e, quando se tornou presidente da Metropolitan Railway em 1872, decidiu construir uma linha dedicada entre a MS&LR e o centro de Londres.

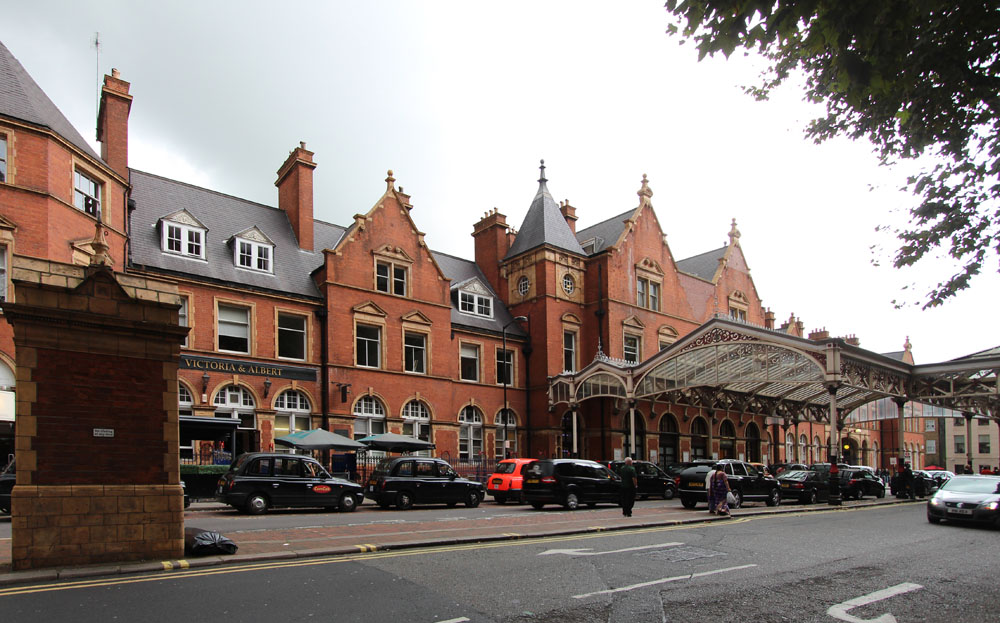
A fachada da Estação Marylebone, projetada por Henry William Braddock

A abordagem de Marylebone foi a última seção da Great Central Main Line a ser construída. O progresso foi atrasado na década de 1890 por causa de objeções, principalmente porque a linha passaria pelo Lord's, o principal campo de críquete em Londres e sede do Marylebone Cricket Club. Watkin prometeu que a Lord's não seria interrompida pela construção da ferrovia, e um ato do Parlamento para completar a linha foi aprovado em 28 de março de 1893. A estação foi construída em uma área 51 acres (21 ha) local em torno de Blandford e Harewood Squares, a oeste de Regent's Park. Mais de 4.000 pessoas da classe trabalhadora foram despejadas de suas casas para transformar a Harewood Avenue e a Rossmore Road em vias de acesso; cerca de 2.600 deles foram realojados em novos apartamentos perto de St. John's Wood Road. Watkin renunciou à presidência em 1894 após problemas de saúde e foi substituído por Lord Wharncliffe. A aproximação à estação através do Lord's foi conseguida por um túnel aberto construído entre setembro de 1896 e maio de 1897, evitando o cancelamento de qualquer críquete.

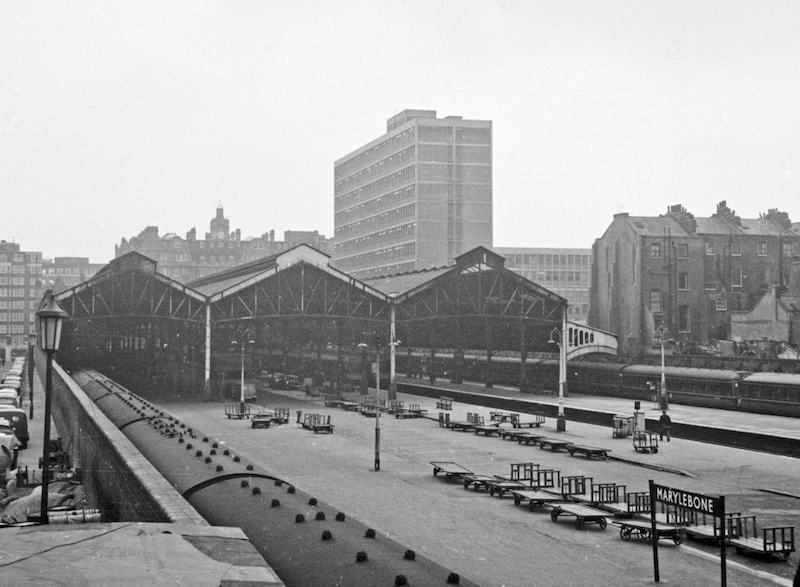
Estação Marylebone em janeiro de 1966. A estação já foi redesenhada com duas plataformas de substituição

A estação foi aberta ao tráfego de carvão em 27 de julho de 1898 e aos passageiros em 15 de março de 1899. Era o terminal da linha principal de extensão do GCR em Londres – a última grande linha ferroviária a ser construída em Londres até o High Speed 1. A Great Central Railway ligava Londres a estações em High Wycombe, Aylesbury, Rugby, Leicester, Nottingham, Sheffield e Manchester. Os serviços locais do noroeste de Middlesex, High Wycombe e Aylesbury também terminaram em Marylebone. O GCR mudou sua sede para Marylebone de Manchester em 1905.
A estação foi projetada por Henry William Braddock, engenheiro civil do GCR. Tem um design modesto devido à falta de dinheiro do GCR. A sala principal de reservas tem 63 ft (19.2 m) por 40 ft 6 in (12.3 m). É uma versão doméstica do estilo revival "Wrenaissance" que se encaixa no ambiente residencial com empenas holandesas, empregando tijolos quentes e pedras de cor creme. A crista GCR foi trabalhada nas grades de ferro forjado em vários lugares.
O plano original era para oito plataformas, mas metade foi designada como uma "possível extensão futura" e o custo de construção do GCML foi maior do que o esperado. A linha que levava à estação cortava 70 acres (28 ha) de habitação de classe média, incluindo o Eyre Estate em St John's Wood e a área ao redor de Lord's, atraindo protestos e exigindo uma realocação das instalações da pista e da estação. Nunca houve dinheiro suficiente para as plataformas extras, e apenas quatro foram construídas, três dentro do galpão de trem e uma a oeste (plataforma 4). Como resultado, o saguão é incomumente longo e teve três paredes durante a maior parte do século 20. A parede norte estava faltando, pois o GCR previu que as outras quatro plataformas, sob um galpão de trem estendido, seriam construídas mais tarde. Mais tarde, um bloco de escritórios foi construído no local vago. O custo da extensão de Londres significou que o adjacente Great Central Hotel, projetado por Sir Robert William Ellis, foi construído por uma empresa diferente. O hotel funcionou por um período relativamente curto e foi convertido em escritórios em 1945, tornando-se a sede da British Rail de 1948 a 1986. Os escritórios foram restaurados como hotel em 1993.
A GCR construiu um galpão de motores no local em 1897, mas durou pouco. Uma área de serviço de locomotivas, composta por uma plataforma giratória e torre de carvão permaneceu em uso até o fim da tração a vapor na estação em 1966.

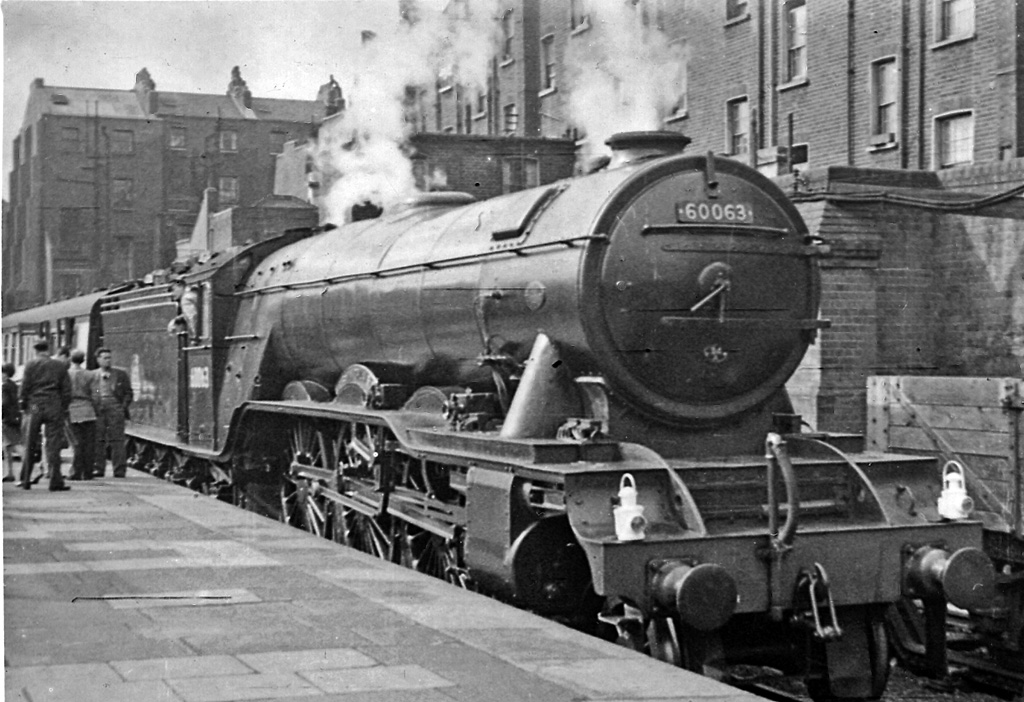
Expresso com destino a Manchester esperando em Marylebone em 1956, liderado por um A3 Pacific

O tráfego de passageiros no GCR nunca foi pesado porque foi a última linha principal a ser construída e teve dificuldade em competir com rivais mais estabelecidos (especialmente a Midland Railway de seu terminal em St Pancras) pelo lucrativo negócio de passageiros intermunicipais. O baixo tráfego de passageiros significava que Marylebone era a mais tranquila e agradável das estações termini de Londres. O GCR estava descontente por ter que usar parte da rota da Metropolitan Railway para chegar a Marylebone e abriu uma nova linha para High Wycombe em 2 de abril de 1906. Os serviços suburbanos adicionais geraram tráfego para a estação, que anteriormente estava tão vazia que o número de funcionários superava os passageiros. Embora o tráfego de passageiros permanecesse relativamente escasso, a linha era muito usada para frete, especialmente carvão; em 1914, 67% do tráfego era de mercadorias. Os trens corriam do norte e East Midlands para o depósito de carga adjacente à estação, que era marginalmente a maior de Londres.
O auge da linha foi entre 1923, quando a GCR foi absorvida pela London and North Eastern Railway (LNER) e 1948, quando a LNER foi nacionalizada para formar a British Rail Eastern Region. Como resultado, muitas locomotivas de prestígio, como Flying Scotsman, Sir Nigel Gresley e Mallard, que circulavam na East Coast Main Line, eram visitantes frequentes da linha. Trens especiais circulavam na linha para destinos como a Escócia. O uso mais movimentado da estação veio após a construção do Estádio de Wembley em 1923, quando foi usado para conter grandes multidões que desejavam ver a Final da FA Cup. Serviços especiais correram de Marylebone para a Exposição do Império Britânico em Wembley Park no ano seguinte.
Ao contrário de outros terminais de Londres, Marylebone sofreu poucos danos diretos durante a Blitz. Foi fechado entre 5 de outubro e 26 de novembro de 1940 depois que os túneis de aproximação foram violados, e o depósito de mercadorias foi bombardeado em 16 de abril de 1941.
Após a nacionalização da British Railways em 1948, Marylebone foi inicialmente mantida aberta como uma estação de longa distância. Novos serviços foram introduzidos, incluindo o serviço Master Cutler para Sheffield e o South Yorkshireman para Bradford, mas não foram bem utilizados. A partir de 1949, todos os serviços locais para High Wycombe e Princes Risborough foram encaminhados para Marylebone, embora a frequência dos trens tenha sido reduzida dois anos depois.
A Great Central Main Line duplicou a rota da Midland Main Line e os trens de longa distância de Marylebone foram reduzidos a partir de 1958, levando ao fechamento da Great Central Main Line ao norte de Aylesbury em 4 de setembro de 1966 no Beeching Axe.

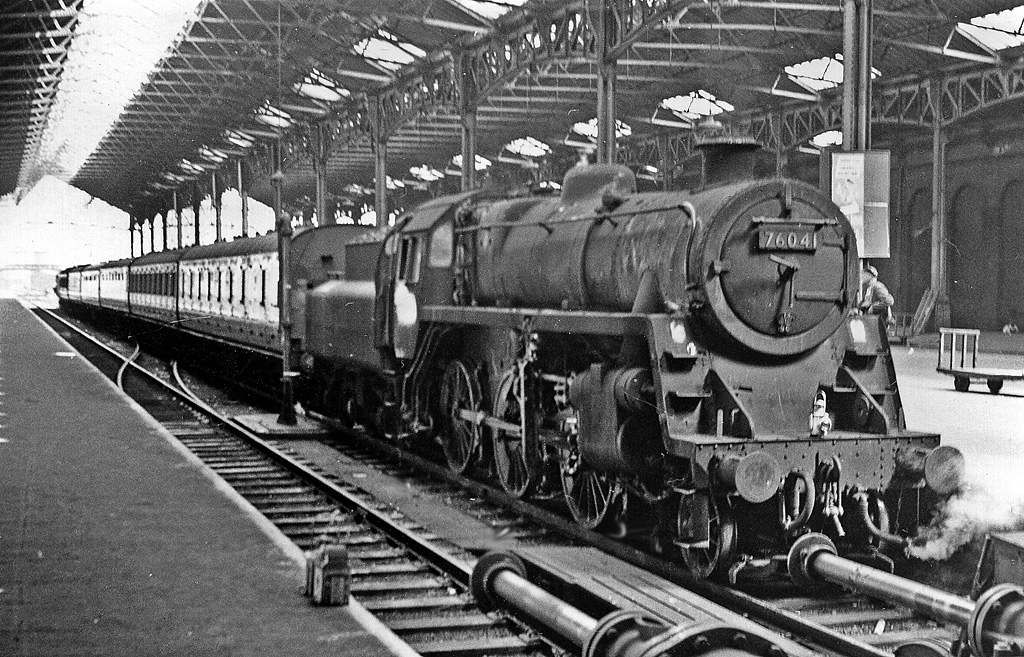
Um trem local voltado para Londres em 1961

O esgotamento dos serviços começou depois que a linha foi transferida da Região Leste da British Railways para a Região London Midland, embora a estação e os primeiros quilômetros de sua rota tenham sido parte da Região Oeste desde 1950. Em 1958, o Master Cutler foi desviado para London King's Cross e a East Coast Main Line. Em 1960 todos os serviços expressos foram descontinuados, seguidos pelo frete em 1965. A partir de então até o fechamento, apenas alguns serviços diários "semi-rápidos" de longa distância para Nottingham permaneceram. O grande pátio de mercadorias de Marylebone foi fechado e vendido ao Conselho da Grande Londres para habitação. O último serviço de longa distância ocorreu em 4 de setembro de 1966, exceto por um breve adiamento no ano seguinte, quando Paddington estava passando por obras de sinalização.
Marylebone era então o terminal para serviços locais apenas para Aylesbury e High Wycombe, com alguns serviços estendidos para Banbury. Eles foram mudados para operação de unidade múltipla a diesel (DMU) após a eliminação gradual do vapor. Os DMUs British Rail Class 115 foram introduzidos aos serviços locais em 1962. A estação foi transferida da região ocidental para a região de Londres Midland em 1973. A conexão de longa distância da Great Central Railway de Marylebone via High Wycombe, foi fechou no mesmo ano.

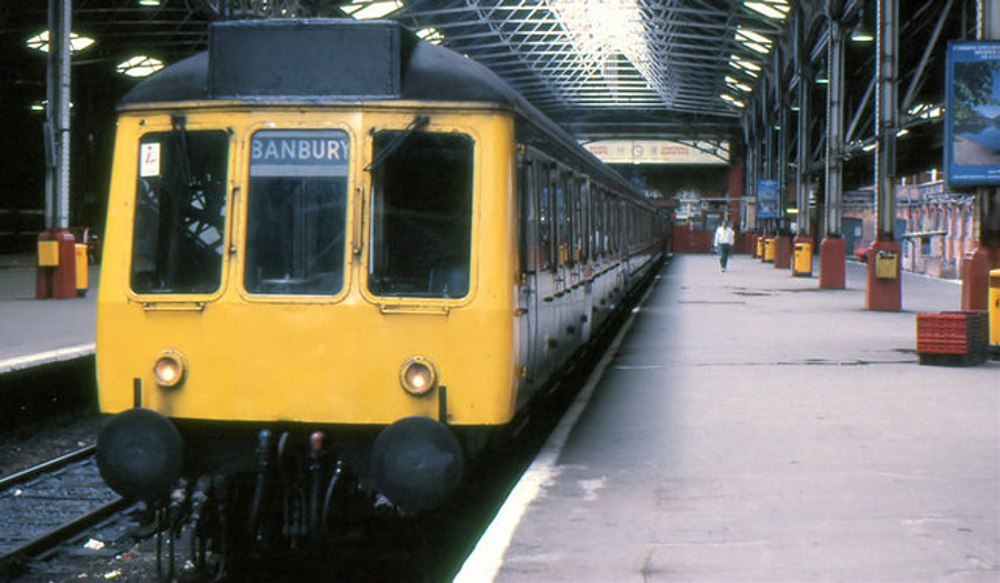
Uma unidade múltipla diesel Classe 115 em Marylebone em 1986

A partir da década de 1960, a falta de investimento fez com que os serviços locais ficassem cada vez mais degradados. No início da década de 1980, Marylebone estava sob séria ameaça de fechamento. Em 1983, o presidente da British Rail, Peter Parker, encomendou um relatório sobre a possibilidade de converter Marylebone em um 'caminho de ônibus de alta velocidade', pelo qual Marylebone seria convertida em um terminal rodoviário. As faixas entre Marylebone, Harrow-on-the-Hill e South Ruislip seriam fechadas e convertidas em uma via para uso exclusivo de ônibus urbanos e interurbanos. Os serviços da British Rail via High Wycombe seriam desviados para Paddington, e os serviços de Aylesbury seriam assumidos pelo Metrô de Londres em uma linha Metropolitan estendida, e depois encaminhados para Baker Street.
A British Rail anunciou formalmente planos para fechar Marylebone em 15 de março de 1984, aguardando um processo de consulta estatutária, e avisos de fechamento foram postados na estação. As propostas foram controversas e enfrentaram forte oposição das autoridades locais e do público, levando a uma batalha legal que durou dois anos. Apesar do fechamento pendente, o número de passageiros caiu apenas cerca de 400 por dia em relação aos níveis de 1968. O projeto de conversão se mostrou impraticável devido às limitações de espaço livre na linha e o fechamento foi discretamente abandonado.

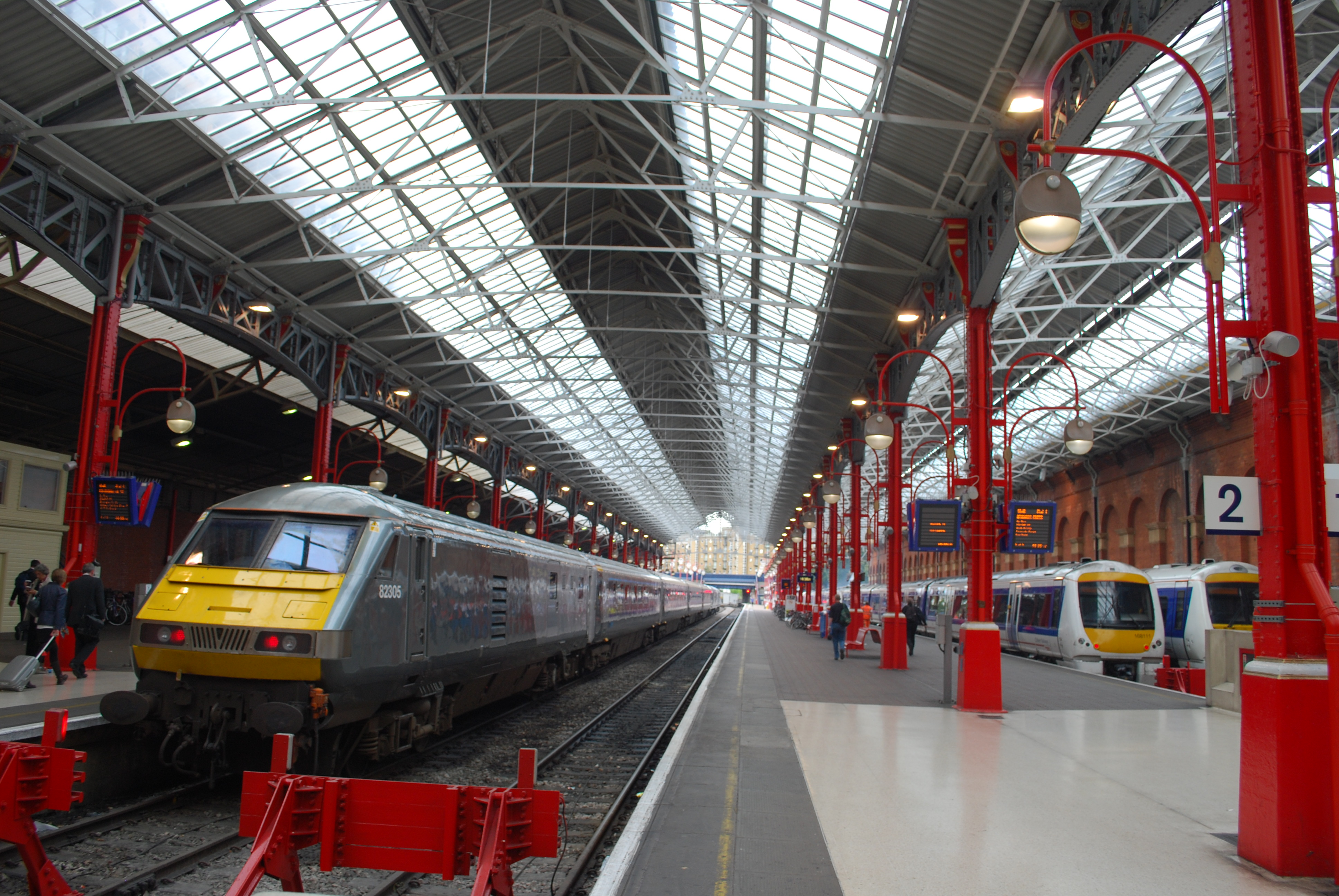
A principal cobertura ferroviária em Marylebone em 2012, com plataformas 3–1

A estação foi revivida sob o controle do setor Network SouthEast da British Rail. A introdução do Capitalcard intermodal e de uso ilimitado (agora conhecido como Travelcard) levou a um aumento acentuado de passageiros em Londres, absorvendo a capacidade ociosa em Paddington e Baker Street e eliminando a possibilidade de os serviços de Marylebone serem desviados.
Marylebone foi absolvida da ameaça de fechamento em 30 de abril de 1986, e um programas de modernização e reforma de £ 85 milhões da estação e seus serviços foi concedido. Isso foi financiado com a venda de parte da estação para desenvolvedores, incluindo duas das quatro plataformas originais no oeste da estação e o terceiro vão do galpão de trem. Para substituí-los, foi retirada a via central da cabine, e em seu lugar foram criadas duas novas plataformas numeradas 2 e 3. As linhas degradadas em Marylebone foram modernizadas com nova sinalização e velocidades de linha mais altas. Em 1991, a frota de trens Classe 115 em serviços locais foi substituída por trens Classe 165 Turbo, e as frequências de serviço foram aumentadas. Os serviços para Banbury foram estendidos à estação reaberta de Birmingham Snow Hill em 1993, criando o primeiro serviço de longa distância em Marylebone desde 1966. Inicialmente este serviço funcionava em intervalos de duas horas, mas provou ser popular e foi aumentado para uma frequência horária em 1994.
Após a privatização da British Rail, a Chiltern Railways assumiu os serviços ferroviários em 1996 e desenvolveu o serviço interurbano para Birmingham Snow Hill. Em 2002, foi aberto um serviço para Kidderminster. A linha foi restaurada para trilha dupla no mesmo ano, e Marylebone foi expandida em 2006 com duas plataformas extras no projeto Chiltern's Evergreen 2. Uma nova plataforma (plataforma 6) foi inaugurada em maio de 2006, enquanto que a plataforma 5 e a plataforma encurtada 4 foram inauguradas em setembro. As plataformas 5 e 6 foram construídas no local dos ramais de mercadorias e um depósito foi aberto perto da estação ferroviária de Wembley Stadium.

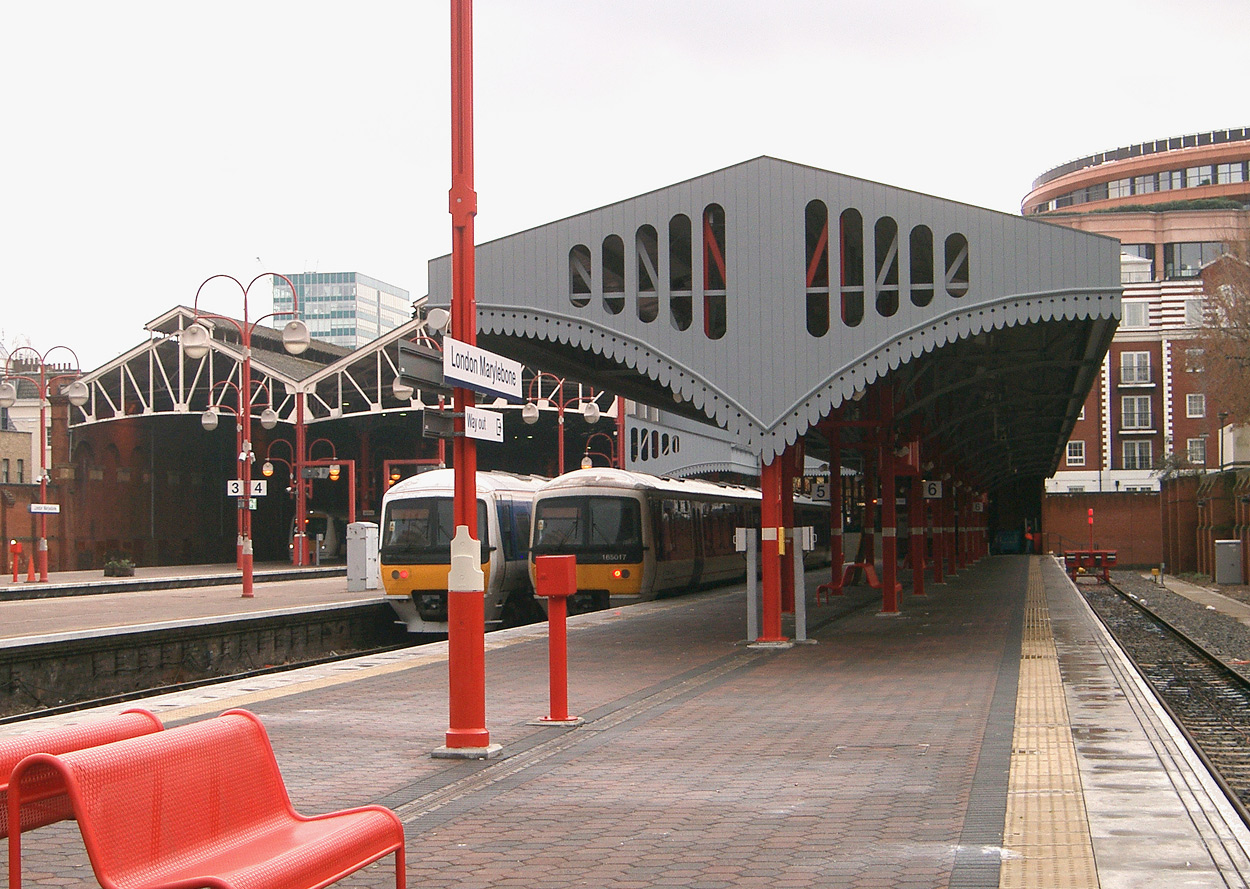
As plataformas 5 e 6 foram adicionadas em 2006 como parte do projeto Evergreen 2 da Chiltern Railways.

Em setembro de 2007, o Office of Rail Regulation concedeu à Wrexham Shropshire & Marylebone Railway Company (WSMR) permissão para operar serviços de Wrexham no Norte de Gales via Shrewsbury, Telford e das Midlands Ocidentais para Marylebone; eles começaram no início de 2008, restaurando os serviços diretos de Londres para Shropshire (Wrexham já é servido por um serviço da Virgin Trains para Euston), com cinco viagens de ida e volta por dia durante a semana. Isso foi reduzido para quatro trens por dia em março de 2009. Esses serviços cessaram em janeiro de 2011 após a redução do número de passageiros; o fechamento foi atribuído à Grande Recessão.
Em dezembro de 2008, foi proposto o reinício dos serviços diretos entre Aberystwyth no meio do País de Gales e Londres, que funcionou pela última vez em 1991, com Marylebone como o terminal de Londres. A Arriva Trains Wales anunciou uma consulta para dois serviços por dia, seguindo a rota do WSMR que conecta com a Cambrian line em Shrewsbury. Esta ideia foi abandonada após objeções de Wrexham & Shropshire.
Em 2011, a Chiltern Railways assumiu a rota de Oxford para Bicester Town da First Great Western, em preparação para a abertura de uma ligação da Chiltern Main Line para a Varsity Line (na qual a estação de Bicester Town está localizada), que veria serviços duas vezes por hora em hora de Marylebone para Oxford. A construção estava prevista para começar em 2011, mas foi adiada até o ano seguinte, depois que os morcegos foram encontrados empoleirados em um dos túneis da linha Varsity. Os serviços para Oxford Parkway começaram em outubro de 2015 e os serviços para Oxford começaram em dezembro de 2016. Em 2018, uma pesquisa descobriu que os passageiros de Oxford preferiam a rota Chiltern para Marylebone sobre a rota Great Western para Paddington via Reading.
Em 2017, a Network Rail propôs uma atualização de Marylebone com 1.000 assentos extras nos trens que se aproximavam da estação. Essas melhorias estão planejadas para serem concluídas até 2024. Além disso, estão planejadas melhorias na estação Old Oak Common para aliviar o congestionamento em Marylebone. Em um estudo da Network Rail, foi dito que qualquer expansão da estação poderia custar até £ 700 milhões com Old Oak Common uma alternativa mais viável para aumento de capacidade.

## Serviços

Mapa de serviço de destinos servidos a partir de Marylebone

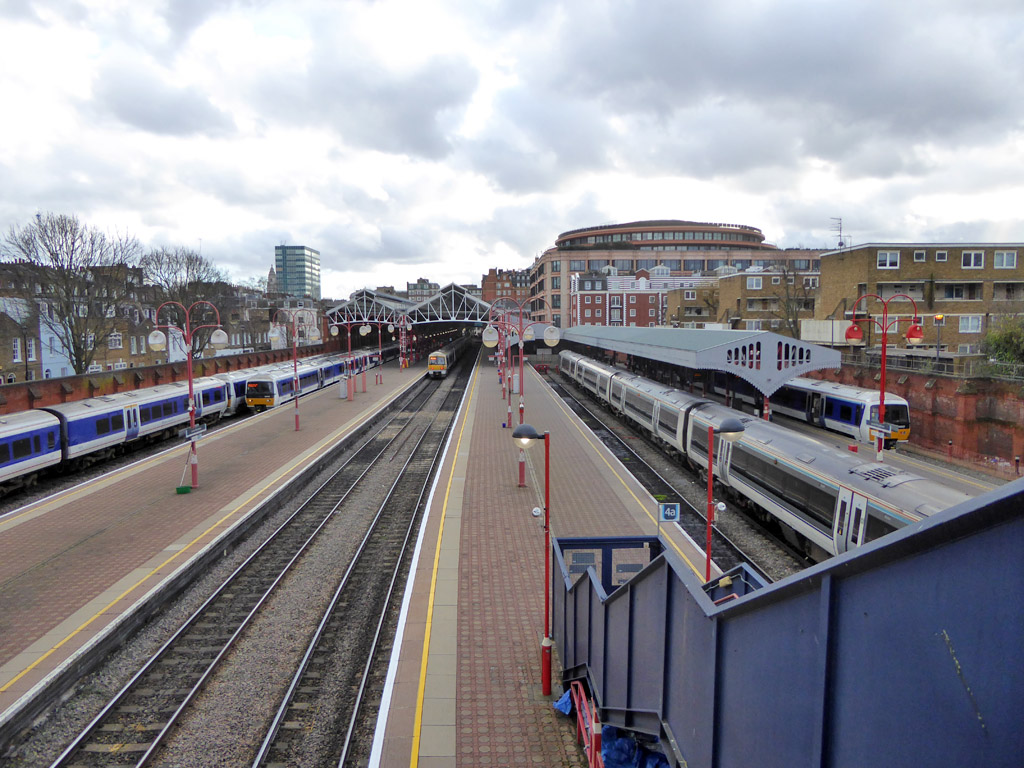
Visão geral das plataformas. Da esquerda para a direita, plataformas 1-6

O padrão de serviço típico de dias de semana fora de pico de Marylebone é:
- Serviços intercidades
  - 1 por hora para Birmingham Snow Hill
  - 1 por hora para Birmingham Moor Street
  - 2 por hora para Oxford
- Local
  - 1 por hora para Gerrards Cross
  - 1 por hora para High Wycombe
  - 1 por hora para Aylesbury via High Wycombe
  - 2 por hora para Aylesbury via Amersham, um dos quais continua até Aylesbury Vale Parkway
  - 1 por hora para Banbury, com alguns serviços continuando para Stratford-upon-Avon

Serviços adicionais funcionam nos horários de pico, e alguns trens de Birmingham se estendem até Kidderminster ou Stourbridge Junction.

## Metrô de Londres
A estação do Metrô de Londres fica na linha Bakerloo entre as estações Baker Street e Edgware Road e está, junto com a estação da linha principal, na zona 1 tarifária da Transport for London. O acesso é feito por escadas rolantes do saguão da estação da linha principal, que abriga a bilheteria da estação de metrô. Até 2004, uma escada rolante de madeira levava à estação, uma das últimas do sistema de metrô de Londres que não havia sido substituída como consequência do incêndio de King's Cross em 1987.
Marylebone tem conexões diretas com apenas uma única linha de metrô, ao contrário de muitos outros terminais de Londres, como Euston e Paddington. Não há intercâmbio direto com a linha Circle, que antecede a estação em mais de 30 anos e a contorna ao sul. As estações mais próximas da linha Circle são Edgware Road e Baker Street 550 m (1,800 ft) de distância.

### História
A estação de metrô foi inaugurada em 27 de março de 1907 pela Baker Street and Waterloo Railway sob o nome de "Great Central" (após uma mudança de seu nome pretendido Lisson Grove). A ferrovia terminou aqui até que a extensão para Edgware Road foi aberta em 15 de junho. A estação foi renomeada para Marylebone em 15 de abril de 1917. O nome original ainda aparece em alguns lugares no revestimento da parede da plataforma, embora o esquema de revestimento seja um substituto projetado para refletir o esquema original.
A entrada atual foi aberta em 1º de fevereiro de 1943 após danos causados pela guerra ao prédio original da estação que ficava a oeste na junção da Harewood Avenue e Harewood Row e a introdução das escadas rolantes. O antigo edifício, projetado pelo arquiteto da Underground Electric Railways Company of London, Leslie Green, usava elevadores para acessar as plataformas. Foi demolido em 1971 e o local é ocupado por um hotel econômico.
Em agosto de 2020, iniciou-se a instalação de uma terceira escada rolante no lugar da escada atual, seguida da substituição das escadas rolantes construídas em 1943. A obra está prevista para ser concluída em 2023.

### Serviços
O serviço atual da Bakerloo Line consiste em:
- 20 tph sentido sul para Elephant & Castle
- 11 tph sentido norte para Queen's Park
- 3 tph sentido norte para Stonebridge Park
- 6 tph sentido norte para Harrow & Wealdstone